# 譚纘
譚纘（1485年—？年），字元孝，號在川，四川潼川州蓬溪縣人，明朝政治人物。

## 生平
丁卯科四川乡试第二十九名举人，正德十二年（1517年）丁丑科會試第九十名，廷试三甲一百八十九名進士。通政司观政，初授行人，嘉靖二年（1523年）升江西道监察御史。嘉靖三年（1524年）议大礼時，參與左順門哭諫，被廷杖。又参劾权贵强夺民田事，幾遭不測。巡按河南，嘉靖七年（1528年）监河南鄉試，建知德书院，撰有《增修厄台改为绝粮祠知德书院碑记》。嘉靖十年，譚纘與端廷赦、唐愈賢交率劾之，首辅张璁因此致仕還鄉。歷官巡按直隶御史，嘉靖十一年（1532年）正月升河南副使，兵备信阳，七月被兵部尚書汪鋐弹劾濫舉，革職閑住，卒。

## 家族
曾祖譚必成，祖譚宣，父譚宗簡，母陳氏。與從兄谭訚、同母弟谭维一门三进士，时人立石坊以扬名。

## 著作
著有《宝梵寺修造记》，又有《钱氏为陶记碑》。